# Cap d'Estat Major de l'Exèrcit de l'aire i de l'espai francès
El Cap d'Estat Major de l'Exèrcit de l'aire i de l'espai francès (CEMAAE, Chef d'État-Major de l'Armée de l'Air et de l'Espace en francès) és l'oficial que té el post de comandament d'aquesta arma de l'exèrcit francès. Està a les ordres del President de la República i del Cap d'Estat Major dels Exèrcits.
Des del 2020 també està sota el seu control les operacions relacionades amb l'espai exterior.

## Història
L'Arma aèria francesa nasqué el 1909, però no esdevingué independent fins al 1934, succeint l'"Aéronautique militaire" que depenia de l'Exèrcit de terra. Al llarg dels anys, la denominació del seu responsable superior anà evolucionant paral·lelament a com ho feien les dimensions del cos a les seves ordres, i seguint també les situacions imperants a l'exèrcit gal en conjunt. D'aquesta manera, els generals de divisió dels anys d'entreguerres foren succeïts pels generals d'exèrcit i de cos, just al començament de la Segona Guerra Mundial. Als anys primers de la guerra es donà el cas curiós que, durant un breu període, coincidiren dos Caps de les Forces Aèries: el del govern de Vichy, que encapçala unes força aèria molt disminuïda de conseqüències del tractat d'Armistici del 25 de juny del 1940 i el de les Forces Franceses Lliures, que inicialment comandava uns pocs pilots evadits i algunes unitats colonials. Els caps de les FAFL foren inicialment de graduació inferior als de pre-guerra, com corresponia a la quantitat d'efectius que encapçalaven, però amb una tendència creixent a mesura que avançava la contesa i es reconstruïa el potencial aeri i augmentava el territori guanyat a l'Eix. En els anys 50, la guerra d'Indoxina (1945-1954), l'episodi de Suez (1956), la guerra d'Algèria (1952-1962), més recentment les accions a Mauritània i al Txad, la guerra del Golf (1990-1991), l'actuació als Balcans i finalment a Afganistan, així com uns requisits tecnològics més elevats (com la capacitat nuclear francesa) han mantingut un alt nivell en la mobilització d'aquesta. Les darreres dècades del segle xx, a partir del 1958, han viscut la consolidació del grau de "General d'exèrcit aeri" per al Cap de l'Estat Major, per bé que el cap actual (des del 2010) sigui un almirall, Édouard Guillau.
Anecdòticament, el primer "Cap d'Estat Major General de les Forces Aèries" va ser el perpinyanenc Henry Michaud.

## Caps de l'Estat Major, amb les diverses denominacions que el càrrec ha tingut en el decurs dels anys
- Caps d'Estat Major General de les Forces Aèries

(Chef d'état-major général des forces aériennes)
- - General de divisió Henry Michaud: 5 octubre 1930 - 3 gener 1931
  - General de divisió Joseph Barès: 4 gener 1931 - 26 agost 1931
  - General de divisió Emile Hergault : 27 agost 1931 - 15 gener 1933
  - General de divisió Joseph Barès : 16 gener 1933 - 1 abril 1933
- Caps d'Estat Major General de l'Exèrcit de l'Aire

(Chef d'état-major général de l'Armée de l'air)
- - General de divisió Victor Denain: 1 abril 1933 - 8 febrer 1934
  - General de divisió aèria Joseph Barès : 15 febrer 1934 - 2 setembre 1934
  - General Picard : 3 setembre 1934 - 25 desembre 1935
  - General de divisió aèria Bertrand Pujo : 26 desembre 1935 - 14 octubre 1936
  - General Philippe Féquant : 15 octubre 1936 - 21 febrer 1938
  - General d'exèrcit aeri Joseph Vuillemin: 22 febrer 1938 - 4 juliol 1940
  - General de cos aeri Robert Odic : 10 setembre 1940 - 25 setembre 1940
- Cap d'Estat Major General de l'Exèrcit de l'Aire (govern de Vichy)
  - General de divisió aèria Jean Romatet : 23 setembre 1940 - 21 desembre 1942
- Comandant de les Forces Aèries de la França Lliure

(Commandant des FAFL)
- - Vice-almirall Emile Muselier : juliol 1940 - juny 1941
  - General de brigada aèria Martial Valin : 10 juliol 1941 - juny 1944
- Caps d'Estat Major de les Forces Aèries de la França Lliure

(Chef d'état-major des FAFL)
- - Capità Eugène-Marcel Chevrier : 1 juliol 1940 - 25 desembre 1940
  - Tinent-coronel Charles-Félix Pijaud : 13 gener 1941 - 30 març 1941
  - General de brigada aèria Martial Valin: 31 març 1941 - 9 juliol 1941
  - Tinent-coronel Charles-Félix Pijaud : 10 juliol 1941 - 30 novembre 1941
  - Coronel Charles Luguet : 1 desembre 1941 - 13 abril 1942
  - Coronel Pierre Coustey : abril 1942 - març 1943
  - Coronel Georges Andrieu : 13 abril 1943 - novembre 1944
- Cap d'Estat Major de les Forces Aèries

(Chef d'état-major des forces aériennes)
- - General de divisió aèria Jean-François Jannekeyn : 19 març 1942 - 27 febrer 1943
- Caps d'Estat Major General de l'Exèrcit de l'Aire
  - General d'exèrcit aeri René Bouscat: 1 juliol 1943- 30 octubre 1944
  - General d'exèrcit aeri Martial Valin: 31 octubre 1944 - 27 febrer 1946
  - General d'exèrcit aeri René Bouscat : 28 febrer 1946 - 6 setembre 1946
  - General de divisió aèria Paul Gérardot : 7 setembre 1946 - 14 febrer 1947
  - General de divisió aèria Jean-Ludy Piollet : 15 febrer 1947 - 31 gener 1948
  - General de cos aeri Charles Léchères: 1 febrer 1948 - 19 agost 1953
- Caps d'Estat Major General de l'Exèrcit de l'Aire

(Chef d'état-major de l'Armée de l'air)
- - General d'exèrcit aeri Pierre Fay : 20 agost 1953 - 21 març 1955
  - General de cos aeri Paul Bailly : 22 març 1955 - 16 març 1958
  - General d'exèrcit aeri Max Gelée : 17 març 1958 - 30 setembre 1958
  - General d'exèrcit aeri Edmond Jouhaud: 1 octubre 1958 - 14 març 1960
  - General d'exèrcit aeri Paul Stehlin: 15 març 1960 - 30 setembre 1963
  - General d'exèrcit aeri André Martin : 1 octubre 1963 - 26 febrer 1967
  - General d'exèrcit aeri Philippe Maurin : 27 febrer 1967 - 12 desembre 1969
  - General d'exèrcit aeri Gabriel Gauthier : 13 desembre 1969 - 11 desembre 1972
  - General d'exèrcit aeri Claude Grigaut : 12 desembre 1972 - 23 juny 1976
  - General d'exèrcit aeri Maurice Saint-Cricq : 24 juny 1976 - 15 juliol 1979
  - General d'exèrcit aeri Guy Fleury : 16 juliol 1979 - 16 octubre 1982
  - General d'exèrcit aeri Bernard Capillon : 11 juny 1982 - 16 octubre 1986
  - General d'exèrcit aeri Achille Lerche : 16 octubre 1986 - 24 abril 1989
  - General d'exèrcit aeri Jean Fleury : 24 abril 1989 - 1 desembre 1991
  - General d'exèrcit aeri Vincent Lanata : 2 desembre 1991 - 1 juliol 1994
  - General d'exèrcit aeri Jean-Philippe Douin: 1 juliol 1994 - 1 setembre 1995
  - General d'exèrcit aeri Jean Rannou: 1 setembre 1995 - 1 juliol 2000
  - General d'exèrcit aeri Jean-Pierre Job: 1 juliol 2000 - 1 setembre 2002
  - General d'exèrcit aeri Richard Wolsztynski: 1 setembre 2002 - 15 juliol 2006
  - General d'exèrcit aeri Stéphane Abrial: 16 juliol 2006 - 24 agost 2009
  - General d'exèrcit aeri Jean-Paul Paloméros: 25 agost 2009 - 24 febrer 2010
  - Almirall Édouard Guillau: 25 febrer 2010 -